# Santiago Ojeda
Santiago Ojeda-Pérez, (* 29. srpen 1944 Gáldar - 3. březen 1997 Las Palmas , Španělsko) byl reprezentant Španělska v judu a sambu.

## Sportovní kariéra

### Úspěchy
- mistr Evropy v těžké váze z roku 1973

### Zajímavosti
Španělsko patří k tradičním judistickým zemím Evropy, ale až Ojeda ho na judistické mapě zviditelnil. S výkonností šel nahoru s blížícími se olympijskými hrami v Mnichově v roce 1972, ale samotný olympijský turnaj se mu nevydařil. V Evropě patřil k nejlepším judistům a v roce 1973 získal první zlatou evropskou medaili pro Španělsko. Na světovém poli však svojí pozici nepotvrzoval. Los k němu nebyl v tomto směru nakloněný. V roce 1976 se mu ještě podařilo kvalifikovat na olympijské hry, ale místo startu upřednostnil narození dcery. V té době se věnoval i příbuznému sportu samu, ve kterém získal několik cenných kovů. Zemřel předčasně v roce 1997 na následky mozkové příhody.

## Výsledky

### Váhové kategorie
| Turnaj             | 1971       | 1972       | 1973       | 1974       | 1975       | 1976       |            |            |
| Turnaj             | 27         | 28         | 29         | 30         | 31         | 32         |            |            |
| Turnaj             | těžká váha | těžká váha | těžká váha | těžká váha | těžká váha | těžká váha | těžká váha | těžká váha |
| ------------------ | ---------- | ---------- | ---------- | ---------- | ---------- | ---------- | ---------- | ---------- |
| Olympijské hry     | -          | úč.        | -          | -          | -          | dns        |            |            |
| Mistrovství světa  | 3.         | -          | úč.        | -          | úč.        | -          |            |            |
| Mistrovství Evropy | ?          | 3.         | 1.         | ?          | ?          | ?          |            |            |

### Bez rozdílu vah
| Turnaj             | 1971 | 1972 | 1973 | 1974 | 1975 | 1976 |
| Turnaj             | 27   | 28   | 29   | 30   | 31   | 32   |
| ------------------ | ---- | ---- | ---- | ---- | ---- | ---- |
| Olympijské hry     | -    | úč.  | -    | -    | -    | dns  |
| Mistrovství světa  | úč.  | -    | 3.   | -    | úč.  | -    |
| Mistrovství Evropy | 2.   | ?    | ?    | ?    | 5.   | ?    |

## Podrobnější výsledky

### Olympijské hry
| Rok      | Kategorie       |  | 1/32                             | 1/16                          | čtvrtfinále | semifinále | předfinále | finále |
| -------- | --------------- |  | -------------------------------- | ----------------------------- | ----------- | ---------- | ---------- | ------ |
| LOH 1972 | těžká váha      |  | volný los                        | prohra - 5:02/ysg Klaus Glahn | -           | -          | -          | -      |
| LOH 1972 | bez rozdílu vah |  | prohra - waz/? Masatoši Šinomaki | -                             | -           | -          | -          | -      |

### Mistrovství světa
| Rok     | Kategorie  |  | 1/64      | 1/32                   | 1/16 | čtvrtfinále | semifinále | opravy             | předfinále | finále |
| ------- | ---------- |  | --------- | ---------------------- | ---- | ----------- | ---------- | ------------------ | ---------- | ------ |
| MS 1971 | těžká váha |  | volný los | prohra Vasilij Usik    | -    | -           | -          | -                  | -          | -      |
| MS 1973 | těžká váha |  | x         | prohra Čonosuke Takagi | -    | -           | -          | -                  | -          | -      |
| MS 1975 | těžká váha |  | x         | prohra Sumio Endó      | -    | -           | -          | prohra Allen Coage | -          | -      |

### Mistrovství světa - bez rozdílu vah
| Rok     |  | 1/64                 | 1/32                 | 1/16             | čtvrtfinále                  | semifinále | opravy                    | předfinále | finále |
| ------- |  | -------------------- | -------------------- | ---------------- | ---------------------------- | ---------- | ------------------------- | ---------- | ------ |
| MS 1971 |  | výhra Victor Hortas  | prohra Givi Onašvili | -                | -                            | -          | -                         | -          | -      |
| MS 1973 |  | volný los            | výhra Mark Lonsdale  | výhra Paul Barth | prohra Wolfgang Zuckschwerdt | -          | -                         | -          | -      |
| MS 1975 |  | prohra Haruki Uemura | -                    | -                | -                            | -          | prohra Jean-Pierre Tripet | -          | -      |